# Talū Kolā
Talū Kolā (persiska: تلو كلا, تالو كولا, تَلو كَلا) är en ort i Iran.   Den ligger i provinsen Mazandaran, i den norra delen av landet, 190 km öster om huvudstaden Teheran. Talū Kolā ligger 1 098 meter över havet och antalet invånare är 111.
Terrängen runt Talū Kolā är kuperad åt sydväst, men åt nordost är den bergig. Terrängen runt Talū Kolā sluttar västerut. Runt Talū Kolā är det ganska tätbefolkat, med 111 invånare per kvadratkilometer. Närmaste större samhälle är Kīāsar, 7,9 km öster om Talū Kolā. Trakten runt Talū Kolā består i huvudsak av gräsmarker.